# Шишманова, Жулиета
Жулиета Шишманова (болг. Жулиета Шишманова; 5 января 1936, Несебыр, Бургасская область — 16 марта 1978) — болгарская спортсменка, выступавшая в художественной гимнастике, по окончании спортивной карьеры работала тренером и спортивным функционером.

## Биография

### Спортивная и тренерская карьера
Шишманова начала заниматься художественной гимнастикой в детстве, когда училась в школе.
В возрасте 14 лет была включена в состав команды на республиканское первенство.
Завершив рано спортивную карьеру, Шишманова стала тренером, среди её воспитанниц были титулованные спортсменки Мария Гигова, Нешка Робева и Румяна Стефанова. Шишманова известна тем, что благодаря своей тренерской деятельности, она популяризировала художественную гимнастику в стране, благодаря чему Болгария стала одной из ведущих стран в этом виде спорта.
С 1976 по 1978 год Шишманова возглавляла Болгарскую федерацию художественной гимнастики.

### Гибель
Погибла 16 марта 1978 года в авиакатастрофе Ту-134 в возрасте 42 лет вместе с другими пассажирами, среди которых были гимнастки национальной сборной и бывший футболист Георги Димитров.

## Семья
Одна из её дочерей Кристина Гюрова (род. 1959) была чемпионкой и призёром чемпионатов мира по художественной гимнастике. Её внучка Джульетта Канталуппи (род. 1985) тоже стала гимнасткой, но выступала за сборную Италии.

## Награды и признание
Была награждена рядом наград, среди которых были Заслуженный мастер спорта и Герой Социалистического Труда, который она получила в 1971 году в возрасте 35 лет.
В 1972 году жители и Городской совет города Несебыр присвоили ей звание «Почётный гражданин города».